# Tolnai új világlexikona
A Tolnai új világlexikona egy régi magyar lexikonsorozat, tulajdonképpen a korábbi Tolnai világlexikona felújított és bővített kiadása. Tolnai-lexikon név alatt rendszerint erre a sorozatra gondolunk, nem csak mert a korábbi kezdeményezés félbeszakadt, hanem mert frissebb is az anyaga, nincs akkora átfedésben elődeivel.

## Leírás
A lexikon szerkesztősége, az 1926-ban megjelent első kötetben, az alábbiak szerint bocsátotta útjára az új, és az első „csonka” kiadáshoz mérten is megújult sorozatát:
- „Tizennégy évvel ezelőtt, amikor a Tolnai Világlexikonának első kötete megjelent, amikor együtt volt a tudós munkatársak hatalmas gárdája, amikor annyi fáradság és munka után olvasóink kezébe adtuk Tolnai Világlexikona első kötetét, amikor azután olvasóink lelkes biztatásától kísérve folytattuk a munkát a következő kötetekben, valóban nem sejthettük, hogy ennek a páratlan sikerű kezdeményezésnek oly hamar vége fog szakadni.
- A világháború alatt ránk szakadt nehézségekkel megküzdöttünk, 1918-ban még kinyomtattuk a 8-ik kötetet…”

A továbbiakban megindokolta, hogy miért vált szükségessé a sorozat újbóli kiadása:
- „Legegyszerűbb lett volna, ha folytatjuk a lexikont ott, ahol abbamaradt: az Eke szónál, de ezzel ellentétbe kerültünk volna a nagy mű megindulásakor tett ígéretünkkel, hogy az olvasót a legújabb eredményekkel fogjuk megismertetni. A világháború úgy átalakította a világot, hogy a megjelent kötetek anyagának jelentékeny része értéktelenné vált. Megváltozott a földrajz, új határok húzódnak a régiek helyén: 16 állam szenvedett jelentékeny területi változást, s 8 egészen új állam keletkezett, amiről a régi lexikon még nem tudhatott. Kormányformák alakultak át, évszázados dinasztiák tűntek el, új emberek kerültek az érdeklődés központjába. A tudományban új fogalmak keletkeztek…
- Ezek a meggondolások kétségtelenné tették előttünk, hogy olvasóinknak tartozunk avval, hogy új, teljes és a mai kor színvonalán álló lexikont adjunk a kezébe. (…)”

A bevezető további részében leírja, hogy 12 kötetre, 4000 oldal terjedelműre tervezik a lexikon-sorozat megjelentetését, amelyben 10 000 képet és térképet is felhasználnak a könnyebb érthetőség és a szövegek rövidítése céljával. Majd a következőkkel zárja: 
Ez a mű hivatva lesz arra, hogy felvilágosodottságot és modern tudást terjesszen minden egyes olvasónk házába. A nagy munka szerkesztésében részt vett országunk szellemi életének színe-java, egyetemi tanárok, tudósok, írók, akik közül száznak az arcképét itt be is mutatjuk. Fogadják olvasóink munkánkat olyan szeretettel, mint ahogy régi lexikonunkat fogadták.
A fentiekben említett 300 oldalas kötetek helyett végül 320 oldalon és 18 kötetben, vagyis 5760 oldalon jelentették meg, amelyet még a két pótkötetben 320–320 oldallal egészítettek ki. A XIX. kötet (első pótkötet, A–H) bevezetőjében így indokolják az új kötetek megjelenését:
- „…Ezalatt az idő alatt természetszerűleg sok minden történt, sok minden megváltozott. Fontos gazdasági és politikai átalakulások voltak, a tudomány, a technika új felfedezésekkel gazdagodott, új írók, művészek, és közéleti szereplők tűntek fel s a mindennapi események is számos újdonsággal szolgáltak. A régi fogalmak részben átmódosultak és sok új fogalom került bele a köztudatba.
- Kötelességünknek éreztük tehát, hogy pótkötetekkel szolgáljunk előfizetőinknek…”

A Tolnai új világlexikona, az általános tudás és műveltség tára Asztalos Miklós, Bálint Emma, Bálint Mihály és szerkesztőtársaik munkájaként, a Tolnai Nyomdai Műintézet és Kiadóvállalat Rt. kiadásában jelent meg, Budapesten.

## Elektronikus kiadás
A mű reprint kiadással nem rendelkezik, elektronikus kiadással viszont igen.

## Kötetfelosztás
Ennek a kiadványnak az alábbi volt a kötetfelosztása:
| Kötetszám | Kötetcím          | Kiadási év | Oldalszám |
| --------- | ----------------- | ---------- | --------- |
| I.        | A–Bad             | 1926       | 320       |
| II.       | Bad–Bur           | 1926       | 320       |
| III.      | Bur–Don           | 1926       | 320       |
| IV.       | Don–Fel           | 1926       | 320       |
| V.        | Fel–Gőz           | 1926       | 320       |
| VI.       | Gőz–Hit           | 1927       | 320       |
| VII.      | Hit–Jós           | 1927       | 320       |
| VIII.     | Jós–Kob           | 1927       | 320       |
| IX.       | Kob–Lak           | 1927       | 320       |
| X.        | Lak–Mag           | 1928       | 320       |
| XI.       | Mag–Men           | 1928       | 320       |
| XII.      | Men–Ném           | 1928       | 320       |
| XIII.     | Ném–Őr            | 1928       | 320       |
| XIV.      | Őr–Rák            | 1929       | 320       |
| XV.       | Rák–Sör           | 1929       | 320       |
| XVI.      | Sör–Táv           | 1929       | 320       |
| XVII.     | Táv–Vég           | 1930       | 320       |
| XVIII.    | Vég–Zs            | 1930       | 320       |
| XIX.      | 1. pótkötet, A–H  | 1933       | 320       |
| XX.       | 2. pótkötet, H–Zs | 1933       | 320       |

## Képtár
A lexikon a fogalmak többségét saját címszóban mutatta be, sokat közülük szöveg közti rajzzal, képpel illusztrálva. Egyes címszavak önálló, többé-kevésbé terjedelmes fejezetet kaptak, ebben összefüggő, enciklopédia-szerű ismertetésük szerepel. (Ilyenek például az Alkímia, Állatkert, Balaton, Gyöngy és gyöngyhalászat, Gőzgép stb.)
- Gerincdísz
- K. Sávely Dezső grafikája
- Az 1. kötet címoldala

### Egyéb hivatkozások
- Tolnai világlexikona CD-ROM. Szöveg és kép. Budapest, Woodstone Interactive Kft., 1999. (1 CD-ROM) – Eredeti nyomtatott kiadása: „Tolnai új világlexikona” Budapest, Tolnai, 1926-1933.
- Tolnai világlexikona CD-ROM. Budapest, Channel 42, 1999., Digitális lexikon sorozat (1 CD-ROM).